# Арсенюк Олександр Миколайович
Олекса́ндр Микола́йович Арсеню́к (нар. 2 серпня 1910 — пом. 27 березня 1996) — радянський військовик часів Другої світової війни, снайпер 58-го гвардійського кавалерійського полку 16-ї гвардійської кавалерійської дивізії 7-го гвардійського кавалерійського корпусу, гвардії рядовий. Герой Радянського Союзу (1944).

## Життєпис
Народився 2 серпня 1910 року в селі Михайлівці Новогеоргіївської волості Ананьївського повіту Херсонської губернії (нині — Ананьївський район Одеської області) в селянській родині. Українець.
У 1936 році закінчив неповну середню школу й вступив до Балтського кооперативного технікуму, який закінчив у 1929 році. Працював у сільському господарстві. До лав РСЧА призваний у 1930 році. Військову службу проходив у частинах ППО Чорноморського флоту. Після демобілізації працював слюсарем-монтажником тресту Мостобуд 42-80 Наркомату шляхів сполучення.
Вдруге призваний до лав РСЧА в червні 1941 року. Воював на Південному, 1-у Українському і 1-у Білоруському фронтах.
Особливо гвардії рядовий О. М. Арсенюк відзначився під час битви за Дніпро. У числі перших він форсував річку Дніпро. Плот, на якому відбувалась переправа, засів на мілині в 20 метрах від берега. Зістрибнувши з плоту в крижану воду з автоматом рядовий Арсенюк вибрався на берег. Повзком дістався ворожої траншеї, де одного німця заколов ножем, а іншого взяв у полон. Після закріплення ескадрону на захопленому плацдармі, отримав наказ командира доправити полоненого на лівий берег для допиту. На маленькому саморобному плотику під сильним мінометно-кулеметним вогнем гвардії рядовий Арсенюк разом з полоненим вирушив у путь. Дув сильний східний вітер, плот заливало водою і зносило течією вниз. За півгодини марної боротьби з хвилями, плот знесло приблизно на кілометр і прибило до правого берега. Знайшовши на березі човен, рядовий Арсенюк все ж таки здолав широкий Дніпро й доставив «язика» до командира полку.
У 1944 році був направлений на навчання до Тамбовського військового училища, по закінченні якого продовжив військову службу. Член ВКП(б) з 1945 року. У 1950 році звільнився в запас, працював економістом у Міністерстві нафтової промисловості СРСР. У 1952 році закінчив Московський інститут підвищення кваліфікації інженерно-технічних керівних кадрів нафтової промисловості. У 1980 році вийшов на пенсію.
Мешкав у Москві, де й помер 27 березня 1996 року. Похований на Троєкурівському цвинтарі.

## Нагороди
Указом Президії Верховної Ради СРСР від 15 січня 1944 року за зразкове виконання бойових завдань командування на фронті боротьби з німецькими загарбниками та виявлені при цьому відвагу і героїзм, гвардії червоноармійцеві Арсенюку Олександру Миколайовичу присвоєне звання Героя Радянського Союзу з врученням ордена Леніна і медалі «Золота Зірка» (№ 3007).
Також був нагороджений орденом Вітчизняної війни 1-го ступеня (11.03.1985) і медалями.